# Тобио, Фернандо
Омар Фернандо Тобио (исп. Omar Fernando Tobio; родился 18 октября 1989 года, Рамос-Мехия, Аргентина) — аргентинский футболист, защитник клуба «Уракан».

## Клубная карьера
Тобио — воспитанник клуба «Велес Сарсфилд», в составе которого дебютировал в аргентинской Примере. В 2009 году он помог команде выиграть чемпионат. 6 февраля 2010 года в поединке против «Химнасии Ла-Плата» Фернандо забил свой первый гол за Велес Сарсфилд. 3 июня 2011 года в матче Кубка Либертадорес против уругвайского «Пеньяроля» Тобио отметился забитым мячом. В том же году он во второй раз стал чемпионом Аргентины. 25 февраля 2014 года в поединке Кубка Либертадорес против «Атлетико Паранаэнсе» Фернандо забил гол.
Летом того же года Тобио перешёл в бразильский «Палмейрас». 18 июля в матче против «Сантоса» он дебютировал в бразильской Серии A. Через два дня в поединке против «Крузейро» Фернандо забил свой первый гол за «Палмейрас».
Летом 2015 года Тобио вернулся на родину, на правах аренды став игроком «Бока Хуниорс». 27 июля в матче против «Бельграно» он дебютировал за новую команду. В своём дебютномсезоне Фернандо помог клубу выиграть чемпионат и завоевать Кубок Аргентины. В 2016 году руоковдство Бока Хуниорс продлило аренду Тобио ещё на сезон. По окончании сезона Фернандо вновь помог команде выиграть первенство. Летом 2017 года Тобио был отдан в аренду в «Росарио Сентраль». 24 сентября в матче против «Банфилда» он дебютировал за новый клуб. 3 февраля 2018 года в поединке против «Унион Санта-Фе» Фернандо забил свой первый гол за «Росарио Сентраль».
Летом 2018 года Тобио перешёл в мексиканскую «Толуку».

## Международная карьера
В 2009 году в составе молодёжной сборной Аргентины Тобио принял участие в молодёжном чемпионате Южной Америки в Венесуэле. На турнире он сыграл в матчах против команд Перу, Эквадора, Парагвая, Бразилии, Уругвая, а также дважды против Венесуэлы и Колумбии.

## Достижения
Командные
 «Велес Сарсфилд»
- Чемпионат Аргентины по футболу (4) — Клаусура 2009, Клаусура 2011, Инисиаль 2012, 2012/2013

 «Бока Хуниорс»
- Чемпионат Аргентины по футболу (2) — 2015, 2016/2017
- Обладатель Кубка Аргентины — 2015